# 马滩河
马滩河，是中国长江流域汉水水系的一条河流，汇入金钱河。河长91千米，流域面积1435平方千米，多年平均流量20立方米每秒。自然落差177米。水能理论蕴藏量3万千瓦。